# Estadio Hidalgo
Estadio Hidalgo – meksykański stadion piłkarski zlokalizowany w mieście Pachuca, w stanie Hidalgo. Może pomieścić 30,000 widzów. Obiekt został nazwany na cześć księdza Miguela Hidalgo y Costilla. Arena została otwarta w 1993 roku i od tego czasu jest domowym stadionem pierwszoligowego zespołu C.F. Pachuca. Jako że miasto Pachuca jest ulokowane na wysokości aż 2400 metrów, na Estadio Miguel Hidalgo często panuje ziąb i trudne warunki atmosferyczne, co jest również atutem miejscowego zespołu podczas meczów domowych.